# 금융정책위원회

금융정책위원회(金融政策委員會, 영어: Monetary Policy Committee, MPC)는 잉글랜드 은행에 설치되어 있는 위원회이다. 영국의 정책 금리 등을 결정하기 위한 회합이 매월 열린다. 애덤 포즌이 이곳 위원이었다.

## 같이 보기
- 연방공개시장위원회